# Tabanus platensis
Tabanus platensis är en tvåvingeart som beskrevs av Juan Brèthes 1910. Tabanus platensis ingår i släktet Tabanus och familjen bromsar. Inga underarter finns listade i Catalogue of Life.